# PhpMyAdmin
Programový systém phpMyAdmin je nástroj napsaný v jazyce PHP umožňující jednoduchou správu obsahu databáze MySQL prostřednictvím webového rozhraní. V současné době umožňuje vytvářet/rušit databáze, vytvářet/upravovat/rušit tabulky, provádět SQL příkazy a spravovat klíče. Jedná se o jeden z nejpopulárnějších nástrojů pro správu databáze. Je k dispozici v 72 jazycích.

## Historie
Tobias Ratschiller (v té době IT konzultant, později zakladatel softwarové firmy Maguma) začal psát v PHP webový frontend k MySQL inspirovaný MySQL-Webadminem od Petere Kuppelwiesera. Když projekt v roce 2000 opustil kvůli nedostatku času, phpMyAdmin se již stal jednou z nejpoužívanějších aplikací v PHP a nástrojem pro správu MySQL s velkou komunitou uživatelů a vývojářů.
Pro pokračování vývoje zaregistrovala v roce 2001 skupina tří vývojářů – Olivier Müller, Marc Delisle a Loïc Chapeaux – projekt phpMyAdmin na SourceForge a začala vydávat nové verze.

### Milníky ve vývoji
- 0.9.0 (9. září 1998): První interně vydaná verze.
- 1.0.1 (26. října 1998)
- 1.2.0 (29. listopadu 1998)
- 1.3.1 (29. prosince 1998): První vícejazyčná verze.
- 2.1.0 (8. června 2000): Poslední verze vytvářená původním autorem Tobiasem Ratschillerem.
- 2.2.0 (31. srpna 2001): První verze vytvářená projektem phpMyAdmin.
- 2.3.0 (8. listopadu 2001): Pohledy na databáze a tabulky rozděleny do menších sekcí.
- 2.5.0 (5. listopadu 2003): Uvedeny transformace podle MIME-typů.
- 2.6.0 (27. září 2004): Vylepšená podpora znakových sad a MySQL 4.1.
- 2.7.0 (4. prosince 2005): Vylepšené možnosti importu, zjednodušení konfigurace a rozhraní.
- 2.8.0 (6. března 2006): Vylepšení kompatibility, schovávání databází, nastavení limitů paměti, konfigurace přes webové rozhraní.
- 2.9.0 (20. září 2006)
- 2.10.0 (27. února 2007): Grafické uživatelské rozhraní pro vytváření relací zvané 'Návrhář'.
- 2.11.0 (22. srpna 2008): Podpora pro tvorbu pohledů z databázových dotazů, správa triggerů, procedur a funkcí. Poslední vydání s podporou PHP 4.
- 3.0.0 (27. září 2008): Podpora správy událostí a triggerů. Vyžadováno PHP 5.2 a MySQL 5.0 a vyšší.
- 3.1.0 (28. listopadu 2008)
- 3.2.0 (15. června 2009)
- 3.3.0 (7. března 2010)
- 3.4.0 (11. května 2011)

## Současný stav
Produkt, který je dostupný v 72 jazykových mutacích, je stále udržován projektem phpMyAdmin, jehož členy jsou Olivier Müller, Marc Delisle, Alexander M. Turek, Michal Čihař a Garvin Hicking.

## Obdobné produkty
Obdobnou funkcionalitu, ale pro databázi PostgreSQL, poskytuje nástroj phpPgAdmin, který původně vznikl jako fork phpMyAdminu, ale nyní je to úplně jiný produkt.
Existuje též phpMSAdmin, který je určen pro Microsoft SQL Server. Přestože má podobný vzhled, s phpMyAdminem nemá nic společného a byl napsán kompletně od základů.
Kompaktní alternativou PhpMyAdmina je Adminer coby jeden cca 150kB skript.